# Chauvency-le-Château
Chauvency-le-Château település Franciaországban, Meuse megyében. Lakosainak száma 225 fő (2022. január 1.). Chauvency-le-Château Chauvency-Saint-Hubert, Brouennes, Quincy-Landzécourt, Thonne-le-Thil, Thonne-les-Près, Thonnelle és Vigneul-sous-Montmédy községekkel határos.

## Népesség
A település népességének változása:
| Lakosok száma | 327  | 298  | 254  | 248  | 263  | 250  | 248  | 237  | 231  | 225  |
|               | 1968 | 1982 | 1990 | 2006 | 2013 | 2015 | 2017 | 2019 | 2020 | 2022 |